# グーカン・サキ
グーカン・サキ（本名: ギョクハン・サキ Gökhan Saki、1983年10月18日 - ）は、トルコの男性キックボクサー、総合格闘家。オランダ・南ホラント州スヒーダム出身。マイクスジム所属。元GLORY世界ライトヘビー級王者。
K-1初参戦のアムステルダム大会ではゴクハン・サキ（トルコ語元来の発音に近い表記）、ゴーカン・サキと表記されていたが、2007年のK-1 WORLD GP 2007 IN YOKOHAMAからはグーカン・サキと表記されるようになった。

## 来歴
オランダ・スヒーダムでトルコ人移民の両親のもとに生まれ、ブルース・リーやジャン＝クロード・ヴァンダムの映画の影響で幼少期から格闘技に興味を持っていた。友人らに影響される形でキックボクシングを始め、11歳の頃から本格的に訓練を行なうようになった。家庭の事情から14歳で学校を辞め、キックボクシングと平行して学んでいたサッカーを16歳の時に中断。以来キックボクシング一本とした。
2006年5月13日、K-1 WORLD GP 2006 IN AMSTERDAMにてK-1初参戦。EUROPE GPのリザーブファイトでラニ・ベルバーチに判定勝ち、その後メルヴィン・マヌーフの負傷棄権により準決勝でアレクセイ・イグナショフを終始攻め続け判定勝ち、決勝ではビヨン・ブレギーに1RKO負け。準優勝となった。
2007年3月4日、K-1 WORLD GP 2007 IN YOKOHAMAでは天田ヒロミをローキックで攻め続け、2RTKO勝ちを収めた。
2007年11月2日、K-1 Turkey Grand Prix 2007 in Istanbulでマゴメド・マゴメドフと対戦。1Rに左ストレートでダウンを奪い判定勝ち。試合直後にマゴメドフの足を蹴ったことから、双方のセコンドを巻き込んだ大乱闘騒ぎを起こした。
2008年5月31日、Beast of the Eastでイワン・ジェーンと対戦し、1RKO勝ち。
2008年8月9日、K-1 WORLD GP 2008 IN HAWAIIのUSA GPに出場。1回戦でドゥシュ・プーに1RKO勝ち、準決勝でリック・チークに1RKO勝ち、決勝でランディ・キムに2RKO勝ちし優勝を果たし、グランプリ出場を決めた。
2008年9月27日、K-1 WORLD GP 2008 IN SEOUL FINAL16でレイ・セフォーと対戦し、判定勝ち。
2008年12月6日、K-1 WORLD GP 2008 FINALの準々決勝ではルスラン・カラエフと対戦。バックハンドブローでダウンを奪い判定勝ち。準決勝でレミー・ボンヤスキーにKO負け。
2009年3月28日、K-1 WORLD GP 2009 IN YOKOHAMAの第2代K-1ヘビー級王者決定トーナメントに出場。1回戦でタイロン・スポーンと互角の接戦を繰り広げて延長戦の末にKO勝ちする。続く決勝では1回戦を1RKO勝ちしてきた前田慶次郎（藤本京太郎）と対戦し、スポーン戦でダメージを負った足を攻められ、延長戦で0-2の判定負けを喫した。
2009年8月2日、K-1 WORLD GP 2009 IN SEOUL -ASIA GP-のスーパーファイトでパベル・ズラフリオフと対戦。1R途中で脚を負傷し自らダウン。その後、3Rを戦い抜いたが、ダウンが影響する形で判定負けとなった。この負傷の影響で前年ベスト8で出場権利のあった開幕戦出場を辞退した。
2009年12月5日、K-1 WORLD GP 2009 FINALのリザーブファイトでピーター・アーツに右ストレートでダウンを奪われ0-3の判定負け。
2010年5月29日、IT'S SHOWTIMEでメルヴィン・マヌーフと対戦し、KO勝ちした。
2010年10月2日、K-1 WORLD GP 2010 IN SEOUL FINAL16に推薦枠として出場。フレディ・ケマイヨと戦い、1RKO勝ち。2週間後の10月16日、United GLORYのKickboxing World Series 2010-2011の1回戦でニコライ・ファリンと対戦し、左ボディフックでKO勝ちを収めた。
2010年12月11日、K-1 WORLD GP 2010 FINALの準々決勝でダニエル・ギタと対戦し、両者ともに死力を尽くす壮絶な死闘となり、延長戦の末に判定勝ち。続く準決勝でアリスター・オーフレイムと対戦し、試合開始早々に右バックキックでダウン気味のスリップを奪うが、ギタ戦で既に痛めていた右腕に左ミドルキックを浴びて右肘を骨折し、1RKO負け。
2011年3月19日、United GLORYのKickboxing World Series 2010-2011の2回戦でウェンデル・ロチェに判定勝ち。
2011年5月28日、United GLORYのKickboxing World Series 2010-2011の決勝戦でブリース・ギドンに判定勝ちで優勝。
2012年1月28日、It's Showtime 55にてバダ・ハリのキックボクシング引退試合の相手を務め、1RTKO負け。
その後、所属するジムをゴールデン・グローリーからマイクスジムに移籍。
5月26日、GLORYの正式な旗揚げ戦となったGLORY 1 Stockholmでカーター・ウィリアムスに1RKO勝ち。
10月6日、GLORY 2 Brusselsにてムラッド・ボウジディに判定勝ち。
12月31日、DREAM.18 & GLORY 4でのGLORY GRAND SLAM ヘビー級世界トーナメント 2012に参戦し、1回戦で羅王丸に1RKO勝ち。2回戦でアンダーソン・ブラドック・シルバに1RKO勝ち。準々決勝でセミー・シュルトと対戦し、大巨人シュルトとの圧倒的な体格差をものともせずに勇猛果敢に攻め込んでシュルトを追い詰めるも僅差の判定負け。敗れはしたものの、試合後に観客からスタンディングオベーションを浴びて善戦を称えられた。
2013年4月6日、GLORY 6 Istanbulにてダニエル・ギタと再戦し、2RTKO勝ち。
10月12日、GLORY 11 ChicagoのGLORYヘビー級世界トーナメント1回戦にてリコ・ベホーベンと対戦し、開始早々のサキのスリップをレフェリーがダウンと裁定。サキはレフェリーを突き飛ばして抗議するが裁定は覆らず、その後は互角の戦いを繰り広げたものの、ダウンが響いて番狂わせの0-2の判定負け。
2014年になるとオランダからドバイへと移住。
4月21日、階級を95kg以下のライトヘビー級に落として、GLORY 15 IstanbulでのGLORY世界ライトヘビー級トーナメント2014に参戦し、1回戦でネイサン・コーベットに1RTKO勝ち。決勝でタイロン・スポーンと対戦し、スポーンの右ローキックを膝でブロックすると、スポーンが右脛を骨折し、TKO勝ちで優勝を収めた。スポーンの異変に気付いたサキは優勝を喜ぶよりも骨折したスポーンを真っ先に抱きかかえて励まして気遣かった。
2017年9月23日、UFC初参戦となったUFC Fight Night: Saint Preux vs. Okamiでルイス・エンリケ・ダ・シウバと対戦し、逆転KO勝ちを収めた。この試合でパフォーマンス・オブ・ザ・ナイトを受賞した。
2018年7月6日、UFC 226でカリル・ラウントリー・ジュニア対戦し、パウンドで1RTKO負けを喫した。
2021年2月10日、UFCからリリースされた。

## 人物・エピソード
- 母国トルコで高い人気を誇り、サキのK-1での試合がテレビで放送された際には1800万人の視聴者を獲得し、サキが出場したGLORYイスタンブール大会は1万2千人収容のウルケル・スポーツアリーナが超満員となっている[10]。

## 戦績

### キックボクシング
| キックボクシング 戦績 | キックボクシング 戦績 | キックボクシング 戦績 | キックボクシング 戦績 | キックボクシング 戦績 | キックボクシング 戦績 | キックボクシング 戦績 |
| --------------------- | --------------------- | --------------------- | --------------------- | --------------------- | --------------------- | --------------------- |
| 98 試合               | (T)KO                 | 判定                  | その他                | 引き分け              | 無効試合              |                       |
| 81 勝                 | 58                    | 23                    | 0                     | 0                     | 1                     |                       |
| 16 敗                 | 10                    | 6                     | 0                     | 0                     | 1                     |                       |

| 勝敗 | 対戦相手                         | 試合結果                                        | 大会名                                                                                           | 開催年月日     |
| ○    | タイロン・スポーン               | 1R 1:37 TKO（スポーンの右脛骨折）               | GLORY 15 【GLORYライトヘビー級世界トーナメント 2014 決勝】                                       | 2014年4月12日  |
| ○    | ネイサン・コーベット             | 1R 2:35 TKO（ドクターストップ）                 | GLORY 15 【GLORYライトヘビー級世界トーナメント 2014 1回戦】                                      | 2014年4月12日  |
| ×    | リコ・ベホーベン                 | 3R 判定0-2                                      | GLORY 11 【GLORYヘビー級世界トーナメント 2013 1回戦】                                            | 2013年10月12日 |
| ○    | ダニエル・ギタ                   | 2R TKO                                          | GLORY 6 Istanbul                                                                                 | 2013年4月6日   |
| ×    | セミー・シュルト                 | 2R 判定46-49                                    | DREAM.18 & GLORY 4 〜大晦日 SPECIAL 2012〜 【GLORY GRAND SLAMヘビー級トーナメント2012 準々決勝】 | 2012年12月31日 |
| ○    | アンダーソン・ブラドック・シルバ | 1R 2:00 KO（左フック）                          | DREAM.18 & GLORY 4 〜大晦日 SPECIAL 2012〜 【GLORY GRAND SLAMヘビー級トーナメント2012 2回戦】    | 2012年12月31日 |
| ○    | 羅王丸                           | 1R 1:06 TKO（左ハイキック）                     | DREAM.18 & GLORY 4 〜大晦日 SPECIAL 2012〜 【GLORY GRAND SLAMヘビー級トーナメント2012 1回戦】    | 2012年12月31日 |
| ○    | ムラッド・ボウジディ             | 3R 判定                                         | GLORY 2 Brussels                                                                                 | 2012年10月6日  |
| ○    | カーター・ウィリアムス           | 1R KO（右フック）                               | GLORY 1 Stockholm                                                                                | 2012年5月26日  |
| ×    | バダ・ハリ                       | 1R TKO（3ノックダウン：右アッパーカット）       | IT'S SHOWTIME 55                                                                                 | 2012年1月28日  |
| ○    | ブリース・ギドン                 | 3R終了 判定3-0                                  | Ultimate Glory 2010/11 Final Round 【Kickboxing World Series 決勝】                              | 2011年5月28日  |
| ○    | ウェンデル・ロチェ               | 3R終了 判定3-0                                  | Ultimate Glory 2010/11 Second Round 【準決勝】                                                   | 2011年3月19日  |
| ×    | アリスター・オーフレイム         | 1R 2:33 KO（左ミドルキック）                    | K-1 WORLD GP 2010 FINAL 【WORLD GP 準決勝】                                                      | 2010年12月11日 |
| ○    | ダニエル・ギタ                   | 3R+延長1R終了 判定3-0                           | K-1 WORLD GP 2010 FINAL 【WORLD GP 準々決勝】                                                    | 2010年12月11日 |
| ○    | ニコライ・ファリン               | 3R 1:55 KO（左ボディフック）                    | Ultimate Glory 2010-2011 First Round 【Kickboxing World Series 1回戦】                           | 2010年10月16日 |
| ○    | フレディ・ケマイヨ               | 1R 2:14 KO（パンチ連打）                        | K-1 WORLD GP 2010 IN SEOUL FINAL16 【WORLD GP 1回戦】                                            | 2010年10月2日  |
| ○    | メルヴィン・マヌーフ             | 2R TKO（レフェリーストップ：左フック）          | It's Showtime 2010 Amsterdam                                                                     | 2010年5月29日  |
| ○    | シング"心"ジャディブ             | 3R終了 判定3-0                                  | K-1 WORLD GP 2010 IN YOKOHAMA                                                                    | 2010年4月3日   |
| ○    | アトリー・メリアナ               | 1R KO（右ストレート）                           | K.O. Night in the Margriethal 【WFCAタイボクシング世界スーパーヘビー級タイトルマッチ】           | 2010年2月27日  |
| ○    | デニス・ストルゼンバッシュ       | 3R終了 判定3-0                                  | Muay Thai Mania II                                                                               | 2010年1月24日  |
| ×    | ピーター・アーツ                 | 3R終了 判定0-3                                  | K-1 WORLD GP 2009 FINAL 【WORLD GP リザーブファイト】                                            | 2009年12月5日  |
| ×    | パベル・ズラフリオフ             | 3R終了 判定0-3                                  | K-1 WORLD GP 2009 IN SEOUL -ASIA GP- 【スーパーファイト】                                        | 2009年8月2日   |
| ×    | 前田慶次郎                       | 3R+延長1R終了 判定0-2                           | K-1 WORLD GP 2009 IN YOKOHAMA 【第2代K-1ヘビー級王者決定トーナメント 決勝】                      | 2009年3月28日  |
| ○    | タイロン・スポーン               | 延長R 1:58 KO（右ストレート）                   | K-1 WORLD GP 2009 IN YOKOHAMA 【第2代K-1ヘビー級王者決定トーナメント 1回戦】                     | 2009年3月28日  |
| ○    | アルンド・ブンク                 | 1R TKO（レフェリーストップ）                    | Rings Scentsation 【WFCAタイボクシング世界スーパーヘビー級タイトルマッチ】                       | 2009年2月28日  |
| ×    | レミー・ボンヤスキー             | 2R 0:53 KO（右フライングミドルキック）          | K-1 WORLD GP 2008 FINAL 【WORLD GP 準決勝】                                                      | 2008年12月6日  |
| ○    | ルスラン・カラエフ               | 3R終了 判定3-0                                  | K-1 WORLD GP 2008 FINAL 【WORLD GP 準々決勝】                                                    | 2008年12月6日  |
| ○    | レイ・セフォー                   | 3R+延長R終了 判定3-0                            | K-1 WORLD GP 2008 IN SEOUL FINAL16 【WORLD GP 1回戦】                                            | 2008年9月27日  |
| ○    | ランディ・キム                   | 2R 1:39 KO（左フック）                          | K-1 WORLD GP 2008 IN HAWAII 【USA GP 決勝】                                                      | 2008年8月9日   |
| ○    | リック・チーク                   | 1R 2:36 KO（2ノックダウン：左ボディフック）     | K-1 WORLD GP 2008 IN HAWAII 【USA GP 準決勝】                                                    | 2008年8月9日   |
| ○    | ドゥシュ・プー                   | 1R 2:15 KO（2ノックダウン：右ローキック）       | K-1 WORLD GP 2008 IN HAWAII 【USA GP 1回戦】                                                     | 2008年8月9日   |
| ○    | イワン・ジェーン                 | 1R 0:45 KO（左ハイキック）                      | Beast of the East                                                                                | 2008年5月31日  |
| ○    | ポール・スロウィンスキー         | 1R 1:40 KO（左フック）                          | IT'S SHOWTIME（K-1 WORLD GP 2008 IN AMSTERDAM）                                                  | 2008年4月26日  |
| ○    | ヤンティエ・シエスマ             | 2R 2:42 KO（左フック）                          | Balans Fight Night                                                                               | 2008年3月15日  |
| ○    | クリス・ノーウェルス             | 3R 2:31 TKO（レフェリーストップ：左ローキック） | MM Thaibox Gala 【WFCAタイボクシング世界スーパーヘビー級タイトルマッチ】                         | 2008年2月16日  |
| ○    | マゴメド・マゴメドフ             | 3R終了 判定3-0                                  | K-1 Fighting Network Turkey 2007                                                                 | 2007年11月2日  |
| ○    | ジュディファー・イリアディース   | 1R 0:44 KO（ハイキック）                        | A-1 World Champions League                                                                       | 2007年7月29日  |
| ○    | ムラッド・ボウジディ             | 3R終了 判定3-0                                  | K-1 WORLD GP 2007 IN AMSTERDAM 【EUROPE GP リザーブファイト】                                    | 2007年6月23日  |
| ○    | ケビン・クリンガー               | 1R 0:40 TKO（レフェリーストップ）               | Ultimate Glory III                                                                               | 2007年5月20日  |
| ○    | 天田ヒロミ                       | 2R終了時 TKO（タオル投入）                      | K-1 WORLD GP 2007 IN YOKOHAMA                                                                    | 2007年3月4日   |
| ○    | ハリー・ホーフト                 | 1R 1:14 KO（左フック）                          | Gala in Margriethal                                                                              | 2007年2月17日  |
| ○    | エンリケ・ゾワ                   | 5R終了 判定3-0                                  | Gala in Vlaardingen                                                                              | 2006年5月18日  |
| ×    | ビヨン・ブレギー                 | 1R 1:44 KO（左フック）                          | K-1 WORLD GP 2006 in AMSTERDAM 【EUROPE GP 決勝】                                                | 2006年5月13日  |
| ○    | アレクセイ・イグナショフ         | 3R終了 判定3-0                                  | K-1 WORLD GP 2006 in AMSTERDAM 【EUROPE GP 準決勝】                                              | 2006年5月13日  |
| ○    | ラニ・ベルバーチ                 | 3R終了 判定3-0                                  | K-1 WORLD GP 2006 in AMSTERDAM 【EUROPE GP リザーブファイト】                                    | 2006年5月13日  |
| ×    | ニコラス・ペタス                 | 2R終了時 TKO（タオル投入：右足首負傷）          | Bushido Europe "Rotterdam Rumble" 【ムエタイルール】                                             | 2005年10月9日  |
| ○    | ヴィタリ・オフラメンコ           | 4R 0:45 KO（左ローキック）                      | It's Showtime 12                                                                                 | 2005年6月12日  |
| ○    | アンドレ・テテ                   | KO                                              | Night of the Explosion                                                                           | 2005年3月26日  |
| ×    | バダ・ハリ                       | 2R終了時 TKO（タオル投入）                      | 2 Hot 2 Handle XVII                                                                              | 2004年10月10日 |
| ○    | カリム・ムラベト                 | 5R終了 判定                                     | Tulp Muay Thai Gala                                                                              | 2003年4月20日  |
| ×    | カリム・ムラベト                 | 2R KO（ボディブロー）                           | A Night To Remember                                                                              | 2003年1月11日  |
| ×    | ヤッコ・デ・ヨング               | TKO（レフェリーストップ）                       | Muay Thai Gala in Dordrecht                                                                      | 2002年10月20日 |
| －   | ジェロエン・デ・グルート         | ノーコンテスト                                  | Fighting Party                                                                                   | 2002年9月8日   |
| ○    | ピエール・デサンドル             | 5R終了 判定                                     | 不明                                                                                             | 2002年3月20日  |
| ○    | エル・スハプナー                 | 1R TKO（レフェリーストップ）                    | WPKL Gala in Schuttersveld                                                                       | 2002年2月3日   |

### 総合格闘技
| 総合格闘技 戦績 | 総合格闘技 戦績 | 総合格闘技 戦績 | 総合格闘技 戦績 | 総合格闘技 戦績 | 総合格闘技 戦績 | 総合格闘技 戦績 |
| --------------- | --------------- | --------------- | --------------- | --------------- | --------------- | --------------- |
| 3 試合          | (T)KO           | 一本            | 判定            | その他          | 引き分け        | 無効試合        |
| 1 勝            | 1               | 0               | 0               | 0               | 0               | 0               |
| 2 敗            | 2               | 0               | 0               | 0               | 0               | 0               |

| 勝敗 | 対戦相手                       | 試合結果                             | 大会名                                      | 開催年月日    |
| ×    | カリル・ラウントリー・ジュニア | 1R 1:36 TKO（左ストレート→パウンド） | UFC 226: Miocic vs. Cormier                 | 2018年7月7日  |
| ○    | ルイス・エンリケ・ダ・シウバ   | 1R 4:45 KO（左フック）               | UFC Fight Night: Saint Preux vs. Okami      | 2017年9月23日 |
| ×    | ジェームス・ジキック           | TKO                                  | Cage Fighting Championships 1: Cage Carnage | 2004年7月11日 |

## 獲得タイトル
- K-1 WORLD GP 2008 IN HAWAII USA GP 優勝
- WFCAタイボクシング世界スーパーヘビー級王座（0度防衛）
- Ultimate Glory World Series Kickboxing ヘビー級トーナメント 2010/2011 優勝
- GLORYライトヘビー級世界トーナメント2014 優勝
- 初代GLORY世界ライトヘビー級王座

### 戦績等
- DREAM 選手データ
- GLORY 選手データ
- K-1 選手データ - ウェイバックマシン（2011年10月1日アーカイブ分）
- グーカン・サキの戦績 - SHERDOG（英語）